# Nordische Skiweltmeisterschaften der Behinderten 2021
Die 15. Nordischen Para-Skiweltmeisterschaften fanden vom 8. bis 23. Januar 2022 im norwegischen Lillehammer statt. Ausgetragen wurden sie vom Internationalen Paralympischen Komitee (IPC). Ursprünglich waren die Weltmeisterschaften vom 7. bis 20. Februar 2021 geplant, wurden aber wegen der COVID-19-Pandemie in Norwegen um ein Jahr verschoben. Die Biathlon- and Langlauf-Wettbewerbe wurden im Birkebeineren-Skistadion ausgetragen.
Der Teamname RPC und die Flagge mit den olympischen Ringen steht für Russisches Paralympisches Komitee. Die russische Mannschaft nahm unter diesem Namen an den Weltmeisterschaften teil.

## Ergebnisse

### Biathlon Frauen
| Disziplin          | Klasse       | Gold                                  | Gold        | Silber                                   | Silber      | Bronze                                         | Bronze      |
| ------------------ | ------------ | ------------------------------------- | ----------- | ---------------------------------------- | ----------- | ---------------------------------------------- | ----------- |
| 6 Kilometer Sprint | sehbehindert | Vera Khlyzova Guide: Natalia Iakimova | 16:56,6 min | Ekaterina Razumnaia Guide: Alexey Ivanov | 17:51,2 min | Anna Panferova Guide: Andrei Zhukov            | 18:19,6 min |
| 6 Kilometer Sprint | sitzend      | Anja Wicker                           | 21:51,2 min | Oksana Masters                           | 21:52,8 min | Natalia Kocherova                              | 22:53,7 min |
| 6 Kilometer Sprint | stehend      | Oleksandra Kononowa                   | 17:35,6 min | Ljudmyla Ljaschenko                      | 17:58,9 min | Iuliia Batenkova                               | 18:16,5 min |
| 10 Kilometer       | sehbehindert | Vera Khlyzova Guide: Natalia Iakimova | 30:16,7 min | Ekaterina Razumnaia Guide: Alexey Ivanov | 32:31,6 min | Margarita Tereshchenkova Guide: Anton Podzorov | 33:03,8 min |
| 10 Kilometer       | sitzend      | Kendall Gretsch                       | 36:44,7 min | Natalia Kocherova                        | 39:09,6 min | Oksana Masters                                 | 39:46,3 min |
| 10 Kilometer       | stehend      | Ljudmyla Ljaschenko                   | 31:23,8 min | Iryna Bui                                | 31:54,8 min | Oleksandra Kononowa                            | 32:41,7 min |
| 12,5 Kilometer     | sehbehindert | Vera Khlyzova Guide: Natalia Iakimova | 40:13,7 min | Ekaterina Razumnaia Guide: Alexey Ivanov | 41:20,8 min | Margarita Tereshchenkova Guide: Anton Podzorov | 43:30,8 min |
| 12,5 Kilometer     | sitzend      | Kendall Gretsch                       | 52:25,0 min | Natalia Kocherova                        | 54:16,8 min | Oksana Masters                                 | 55:25,7 min |
| 12,5 Kilometer     | stehend      | Iryna Bui                             | 41:08,7 min | Oleksandra Kononowa                      | 46:26,8 min | Ljudmyla Ljaschenko                            | 46:57,8 min |

### Biathlon Männer
| Disziplin          | Klasse       | Gold                                        | Gold        | Silber                                        | Silber      | Bronze                                    | Bronze      |
| ------------------ | ------------ | ------------------------------------------- | ----------- | --------------------------------------------- | ----------- | ----------------------------------------- | ----------- |
| 6 Kilometer Sprint | sehbehindert | Juryj Holub Guide: Uladzimir Chapelin       | 15:03,5 min | Stanislav Chokhlaev Guide: Oleg Kolodiichuk   | 15:45,3 min | Oleksandr Kasik Guide: Serhii Kucheriavyi | 15:57,7 min |
| 6 Kilometer Sprint | sitzend      | Ivan Golubkov                               | 18:38,8 min | Vasyl Kravchuk                                | 19:00,0 min | Taras Rad                                 | 19:02,9 min |
| 6 Kilometer Sprint | stehend      | Vladislav Lekomtsev                         | 14:49,0 min | Aleksandr Pronkov                             | 15:23,6 min | Hryhorij Wowtschynskyj                    | 15:26,9 min |
| 10 Kilometer       | sehbehindert | Juryj Holub Guide: Uladzimir Chapelin       | 26:41,5 min | Stanislav Chokhlaev Guide: Oleg Kolodiichuk   | 27:55,6 min | Oleg Ponomarev Guide: Andrei Romanov      | 29:11,8 min |
| 10 Kilometer       | sitzend      | Ivan Golubkov                               | 32:16,2 min | Taras Rad                                     | 32:59,3 min | Danila Britik                             | 32:59,8 min |
| 10 Kilometer       | stehend      | Vladislav Lekomtsev                         | 25:35,2 min | Aleksandr Pronkov                             | 27:02,1 min | Benjamin Daviet                           | 27:15,4 min |
| 12,5 Kilometer     | sehbehindert | Stanislav Chokhlaev Guide: Oleg Kolodiichuk | 35:46,0 min | Anatolii Kovalevskyi Guide: Oleksandr Mukshyn | 37:14,5 min | Oleksandr Kasik Guide: Serhii Kucheriavyi | 37:50,6 min |
| 12,5 Kilometer     | sitzend      | Pavlo Bal                                   | 46:53,0 min | Aaron Pike                                    | 47:16,0 min | Danila Britik                             | 47:18,2 min |
| 12,5 Kilometer     | stehend      | Vladislav Lekomtsev                         | 34:36,4 min | Vitalii Malyshev                              | 36:02,1 min | Benjamin Daviet                           | 36:22,9 min |

### Skilanglauf Frauen
| Disziplin       | Klasse       | Gold                                            | Gold        | Silber                                          | Silber      | Bronze                                    | Bronze      |
| --------------- | ------------ | ----------------------------------------------- | ----------- | ----------------------------------------------- | ----------- | ----------------------------------------- | ----------- |
| 15 km Freistil  | sitzend      | Oksana Masters                                  | 46:45,2 min | Kendall Gretsch                                 | 47:54,9 min | Valiantsina Shyts                         | 48:23,5 min |
| 15 km Freistil  | sehbehindert | Sviatlana Sakhanenka Guide: Dzmitry Budzilovich | 34:40,0 min | Vera Khlyzova Guide: Natalia Iakimova           | 35:13,7 min | Anna Panferova Guide: Andrei Zhukov       | 35:25,1 min |
| 15 km Freistil  | stehend      | Ljudmyla Ljaschenko                             | 36:18,6 min | Vilde Nilsen                                    | 36:21,3 min | Sydney Peterson                           | 36:30,5 min |
| Sprint 1 km     | sitzend      | Oksana Masters                                  | 2:47,63 min | Valiantsina Shyts                               | 2:47,07 min | Anastasiia Bagiian                        | 3:01,41 min |
| Sprint 1 km     | sehbehindert | Anna Panferova Guide: Andrei Zhukov             | 2:43,27 min | Sviatlana Sakhanenka Guide: Dzmitry Budzilovich | 2:44,38 min | Anastasiia Bagiian Guide: Sergei Siniakin | 2:48,34 min |
| Sprint 1 km     | stehend      | Vilde Nilsen                                    | 2:46,45 min | Sydney Peterson                                 | 2:58,10 min | Ljudmyla Ljaschenko                       | 2:53,25 min |
| 7,5 km Freistil | sitzend      | Kendall Gretsch                                 | 26:57,6 min | Valiantsina Shyts                               | 27:47,0 min | Anja Wicker                               | 28:37,4 min |
| 10 km Freistil  | sehbehindert | Sviatlana Sakhanenka Guide: Dzmitry Budzilovich | 32:16,4 min | Anna Panferova Guide: Andrei Zhukov             | 33:28,1 min | Vera Khlyzova Guide: Natalia Iakimova     | 33:43,9 min |
| 10 km Freistil  | stehend      | Vilde Nilsen                                    | 31:02,4 min | Sydney Peterson                                 | 32:27,2 min | Ljudmyla Ljaschenko                       | 32:37,1 min |

### Skilanglauf Männer
| Disziplin             | Klasse       | Gold                | Gold        | Silber              | Silber      | Bronze            | Bronze      |
| --------------------- | ------------ | ------------------- | ----------- | ------------------- | ----------- | ----------------- | ----------- |
| Sprint 1 km klassisch | sitzend      | Ivan Golubkov       | 2:27,28 min | Cristian Ribera     | 2:24,94 min | Danila Britik     | 2:32,70 min |
| Sprint 1 km klassisch | sehbehindert | Oleg Ponomarev      | 3:00,77 min | Jake Adicoff        | 3:03,76 min | Vladimir Udaltsov | 3:08,40 min |
| Sprint 1 km klassisch | stehend      | Vladislav Lekomtsev | 2:59,60 min | Rushan Minnegulov   | 3:01,93 min | Aleksandr Pronkov | 3:13,14 min |
| 10 km Freistil        | sitzend      | Ivan Golubkov       | 31:22,7 min | Giuseppe Romele     | 31:52,5 min | Danila Britik     | 33:26,6 min |
| 12,5 km Freistil      | sehbehindert | Jake Adicoff        | 33:54,0 min | Stanislav Chokhlaev | 34:10,8 min | Juryj Holub       | 34:25,5 h   |
| 12,5 km Freistil      | stehend      | Vladislav Lekomtsev | 32:29,1 min | Witold Skupień      | 32:59,9 min | Aleksandr Pronkov | 33:01,7 min |
| 18 km Freistil        | sitzend      | Ivan Golubkov       | 51:14,5 min | Sin Eui-hyun        | 51:42,8 min | Danila Britik     | 52:17,4 min |
| 20 km Freistil        | sehbehindert | Oleg Ponomarev      | 41:15,7 min | Stanislav Chokhlaev | 41:21,0 min | Jake Adicoff      | 41:41,5 min |
| 20 km Freistil        | stehend      | Vladislav Lekomtsev | 41:41,4 min | Rushan Minnegulov   | 42:21,0 min | Vitalii Malyshev  | 42:24,6 min |

### Staffeln
| Disziplin                 | Gold                                                                  | Gold        | Silber                                                                         | Silber      | Bronze                                                                        | Bronze      |
| ------------------------- | --------------------------------------------------------------------- | ----------- | ------------------------------------------------------------------------------ | ----------- | ----------------------------------------------------------------------------- | ----------- |
| 4 × 2,5 km Mixed-Staffel  | Ukraine Taras Rad Ljudmyla Ljaschenko Pavlo Bal Liudmyla Liashenko    | 28:49,4 min | RPC Natalia Kotsjerova Vera Khlyzóva Aleksej Bytsjenok Stanislav Tsjoklajev    | 29:11,2 min | Belarus Arkadz Shykuts Sviatlana Sakhanenka Valiantsina Shyts Mikita Ladzesau | 29:30,7 min |
| 4 × 2,5 km Offene Staffel | RPC Vitalij Malysjev Oleg Ponomarev Ivan Golubkov Vladislav Lekomtsev | 24:50,7 min | Frankreich Benjamin Daviet Anthony Chalençon Benjamin Daviet Anthony Chalençon | 25:28,7 min | Norwegen Kjartan Haugen Vilde Nilsen Trygve Steinar Larsen Thomas Oxaal       | 26:10,9 min |